# پولاسکیا
پولاسکیا(نام علمی: Polaskia) نام یک سرده از تیره کاکتوس است.